# Westersunderberg
Westersunderberg ist ein Wohnplatz und Ortsteil in der Gemeinde Weste im niedersächsischen Landkreis Uelzen.

## Geografie und Verkehrsanbindung
Westersunderberg liegt nordwestlich des Kernortes Weste. Die Landesstraße 252 verläuft südlich. Westersunderberg ist durch eine Buslinie an die umgebenen Orte angeschlossen.